# Good Times Bad Times
"Good Times Bad Times" é um canção da banda britânica de rock Led Zeppelin. Ele é a primeira faixa do primeiro álbum da banda, Led Zeppelin.
Para o solo principal de guitarra, Jimmy Page usou sua Fender Telecaster através de um alto-falante Leslie para criar um efeito de agitação. Este tipo de alto-falante contém uma pagaia e foi designada para o órgão Hammond; contudo, guitarras podem ser usadas com ele. George Harrison e Eric Clapton também fizeram isto na música "Badge" da banda Cream, e Harrison usou esta técnica em várias gravações dos The Beatles.

## Posições nas paradas

### Single de Led Zeppelin
| Parada (1969)                   | Posição mais alta |
| ------------------------------- | ----------------- |
| RPM Top 100 (Canadá)            | 64                |
| Billboard Hot 100 Singles (EUA) | 80                |
| Cash Box Top 100 Singles (EUA)  | 66                |
| Record World 100 Top Pops (EUA) | 65                |
| Singles Chart (Japão)           | 84                |
| Singles Chart (Alemanha)        | 17                |

## Versões cover
| - 1988: Nuclear Assault (Survive) - 1989: The Dalai Lamas (The Song Retains the Name) - 1993: Dread Zeppelin (Hot & Spicy Beanburger) - 1995: Cracker (Encomium: A Tribute to Led Zeppelin) - 1998: Candlebox (Live In Boston: Mama Kins [ao vivo]) - 1999: Carl Weathersby (Whole Lotta Blues: Songs of Led Zeppelin) - 2000: Billy Joel (pequeno cover em show ao vivo) - 2002: Axxis (The Music Remains the Same: A Tribute to Led Zeppelin) - 2002: The Section (The String Quartet Tribute to Led Zeppelin) - 2002: Bug Funny Foundation (The Electronic Tribute to Led Zeppelin) | - 2003: Phish (Live Phish Volume 20 [gravado ao vivo em 29 de dezembro de 1994]) - 2004: Joe Lesté (Stairway to Rock: (Not Just) a Led Zeppelin Tribute) - 2004: Robert Randolph and the Family Band (Bonnaroo: That Tent [ao vivo]) - 2005: Tracy G (Hip Hop Tribute to Led Zeppelin) - 2006: Studio 99 (Led Zeppelin: A Tribute) - 2006: Bustle In Your Hedgerow (Live at Abbey Pub, 8.6.06) - 2008: Eric Bloom (Led Box: The Ultimate Led Zeppelin Tribute) - 2009: The Opposables (The Hideout 5/23/09) - 2011: The Bonos (Live at Oxford Studio) |

### Cover de Godsmack
A banda de hard rock Godsmack fez um cover da música em 2007, para o álbum deles Good Times, Bad Times... Ten Years of Godsmack. Ele foi a única música nova no álbum a ser lançada e adquiriu uma moderada atenção por parte das rádios de rock dos Estados Unidos. Um vídeo musical também foi criado para a versão de Godsmack desta música, com conteúdo ao vivo.

### Posições nas paradas
Billboard (América do Norte)
| Ano  | Parada                 | Posição |
| ---- | ---------------------- | ------- |
| 2007 | Mainstream Rock Tracks | 8       |
| 2007 | Modern Rock Tracks     | 28      |
| 2007 | Billboard Hot 100      | 124     |